# Low Island, Nunavut
Low Island är en ö i Kanada.   Den ligger i territoriet Nunavut, i den östra delen av landet, 2 100 km norr om huvudstaden Ottawa.